# Fátima (nombre)
Fátima (en árabe : فَاطِمَة, Fāṭima) es un nombre propio femenino de origen árabe que significa Única. El nombre es muy común en las mujeres, ya sean cristianas o musulmanas, en España, Portugal, Brasil y otros países hispanohablantes y lusohablantes. En mujeres cristianas, el nombre es popular debido a la Virgen de Fátima, advocación mariana portuguesa muy venerada en occidente. En mujeres musulmanas, este nombre recuerda a Fátima az-Zahra, hija de Mahoma. La pronunciación persa es Fatemé.

## Fiesta de la Virgen de Fátima
- 13 de mayo: Nuestra Señora de Fátima.

## Personajes célebres
- Fátima Aburto, física y política socialista española.
- Fátima az-Zahra, hija del profeta Mahoma.
- Fátima Baeza, actriz española.
- Fátima Báñez, política, economista y jurista española.
- Fátima Bernardes, periodista brasileña.
- Fátima Blázquez, exciclista profesional española.
- Fátima bint Asad, tía de Mahoma.
- Fátima bint Hizam al-Qilabiyya, madre de Abbás ibn Ali.
- Fàtima Bosch i Tubert, doctora en farmacia española.
- Fátima de Madrid, astrónoma andalusí del siglo X.
- Zulema Fátima Yoma, ex primera dama argentina.
- Fátima Flórez, imitadora y conductora mediática argentina.
- Fátima Gálvez, deportista española que compite en tiro.
- Fátima Leyva, futbolista mexicana.
- Fátima Madrid Calancha, exnadadora española.
- Fátima Mereles, botánica, profesora, curadora, y exploradora paraguaya.
- Fátima Miranda, cantante, compositora e investigadora española.
- Fatima Moreira de Melo, jugadora de hockey sobre hierba y modelo holandesa.
- Fátima Pelaes, socióloga, y política brasileña.
- Fatima Robinson, directora de videos musicales y coreógrafa estadounidense.
- Fátima Rodríguez, escritora, traductora y profesora española.
- Fátima Torre, actriz mexicana.
- Fatemé Yavadí, política conservadora iraní y exvicepresidenta del gobierno de Irán (2005-2009).